# 展拓香港界址専条

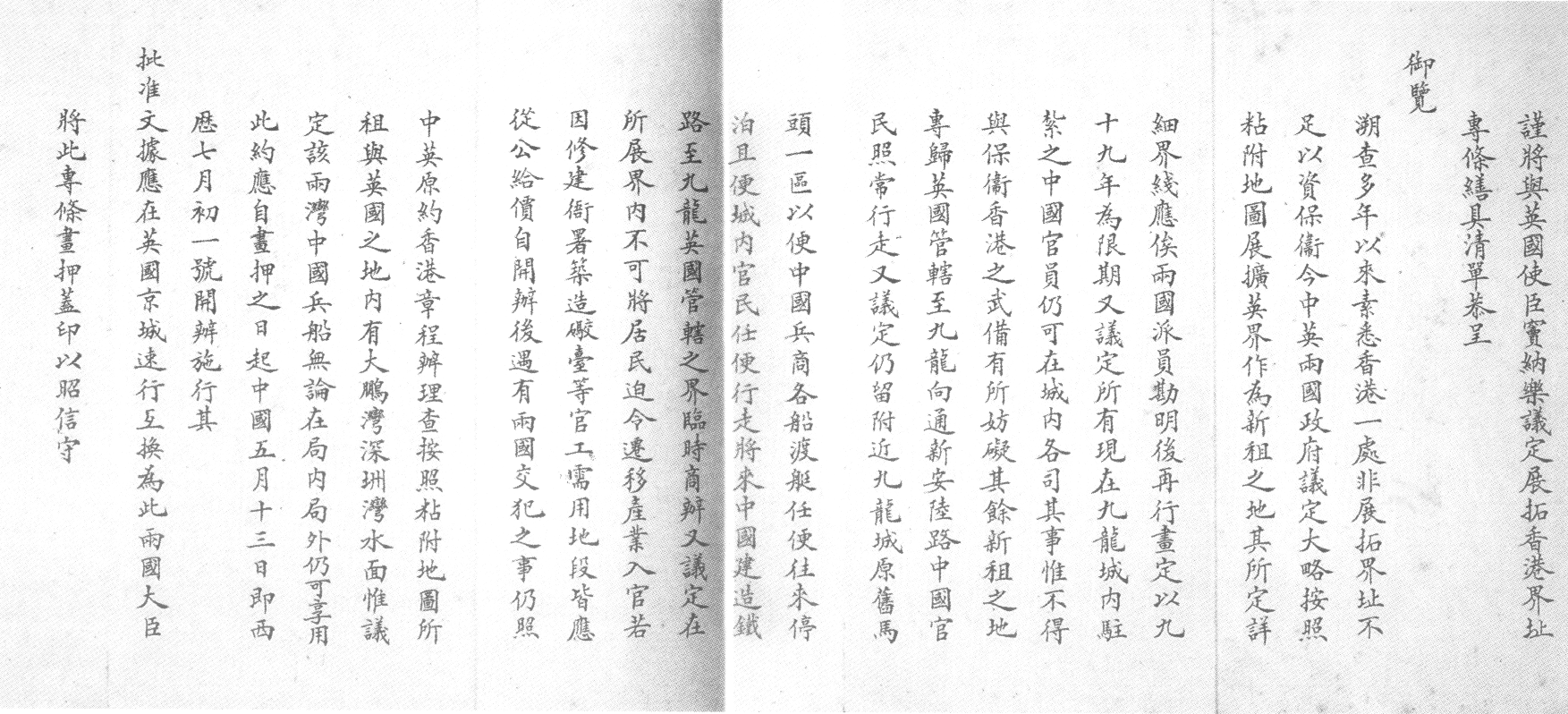
専条の内容

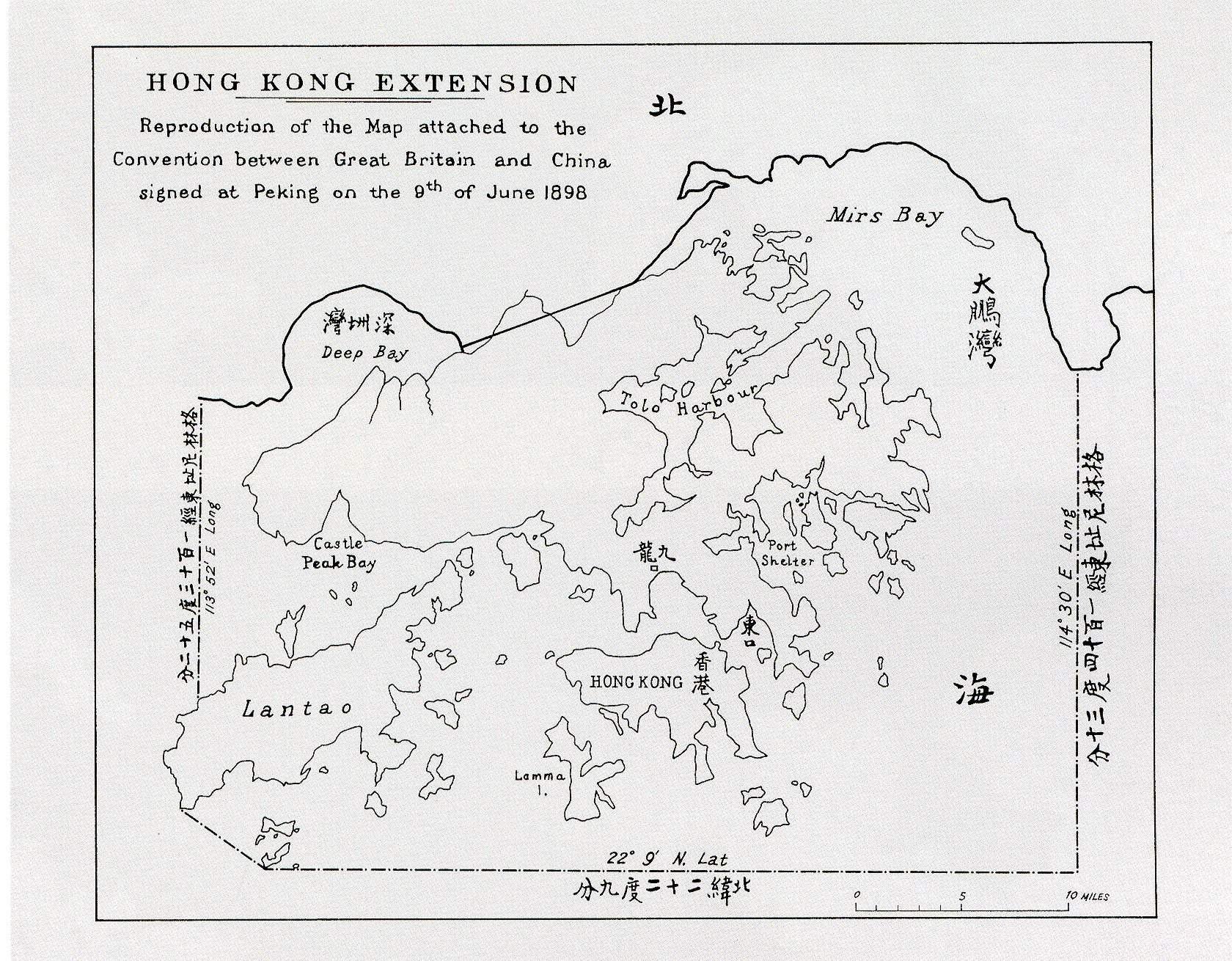
“租借”された新界と新九龍

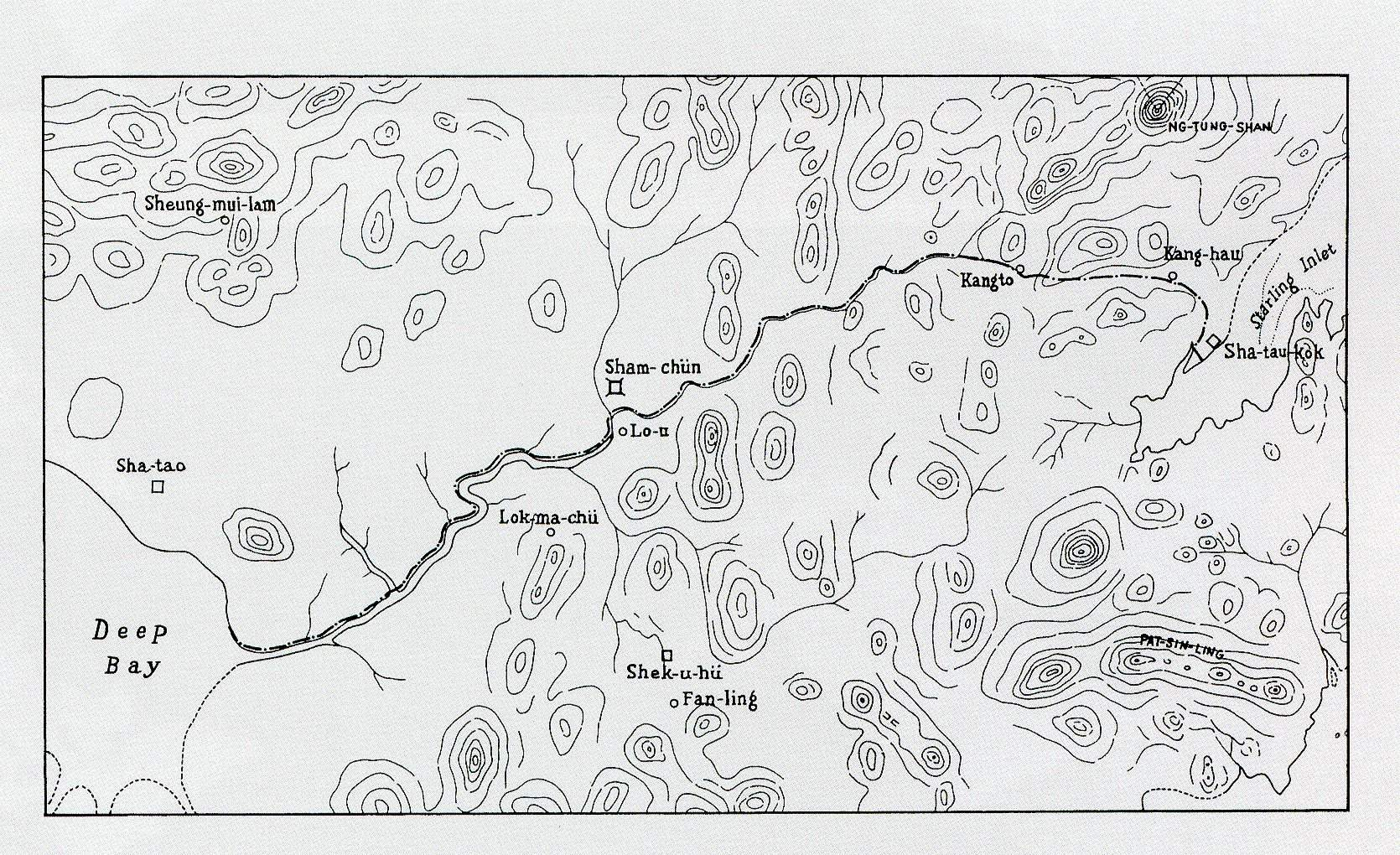
深圳河に沿う中英辺境の境界

展拓香港界址専条（てんたくホンコンかいしせんじょう、中国語: 展拓香港界址專條、英語: The Convention Between Great Britain and China Respecting an Extension of Hong Kong Territory）は、イギリスが香港の新界地方を占有する中国の清朝政府と結んだ不平等条約であった。
南京条約に基づき香港島と北京条約に基づき九龍半島を支配した後、イギリスは続いて、1898年、“香港の防衛”の名の下に、清朝との“展拓香港界址専条”の締結により、7月1日から、界限街以北、深圳河以南、ランタオ島などの200余りの島嶼を含む土地を99年間租借し、“新界”（New Territories）と呼んだ。
九龍寨城は租借地内にあったが、特別条項として、城内に清朝官吏が常駐して、その管轄権は、香港の安全を妨げない限りにおいて引き続き認められることになった。
3つの不平等条約を通じ、香港島、九龍半島と新界がイギリスに占有され、今の香港の版図になった。展拓香港界址専条に基づき、1898年7月1日から99年後、即ち1997年7月1日に香港の全域が中華人民共和国に返還された。